# Аэродром Грива-Западный
Аэродром Грива-Западный (лат. Grīvas lidlauks) — спортивный аэродром в Калкунской волости Аугшдаугавского края в Латвии, расположенный в 4 км юго-западнее города Даугавпилс на левом берегу реки Западная Двина.

## История
Возник в начале XX века, в долине Западной Двины. Земляное ровное поле, покрытое травой. Уязвимость — в высокое половодье аэродром затапливался рекой. По берегу реки проходит старая дорога в Илуксте.
С началом Первой мировой войны использовался авиацией Русской армии, имеются воспоминания военного летчика о посадке самолётов в 1915 году при перелете из Вильно в Псков. Использовался авиацией 1-й Латвийской Республики в 20-30 годах XX века. В 1940 году использовался авиацией СССР вплоть до Великой Отечественной войны.
После занятия города немцами использовался авиацией Германии в 1941—1944 годах, предполагается что на аэродроме базировалась Восточная эскадрилья 1943—1944 годах, в составе авиации Вооруженных сил генерала А. Власова. Использовался как аэродром для бомбардировки Москвы в 1941 году.
После освобождения города и края в июле 1944 года использовался ВВС РККА. При создании военного училища в Даугавпилсе, аэродром служил для приема учебной техники (самолетов) с последующей переправкой через реку в учебные аудитории военного авиационного училища, располагавшегося в крепости. В послевоенное время служил базой авиаклуба ДОСААФ СССР. Проводились чемпионаты Латвийской ССР и СССР по парашютному спорту. Город выставлял свою сильную команду по парашютному спорту, несколько человек входили в сборную Латвии на союзных чемпионатах.
Аэроклуб ДОСААФ расформирован, позднее с 1996 года возник клуб «Ультра», использующий площадку для парапланов и двух самолётов Ан-2 частного лица. В середине 2000 годов существовал проект застройки половины летного поля под строительство коттеджей, но эта идея не воплотилась в жизнь, и аэродром остался в строю.
В 2011 году перешел под юрисдикцию Даугавпилсского края.